# Маккриди, Майкл
Майкл Маккри́ди (англ. Michael McCreadie; род. 24 февраля 1946, Глазго) — шотландский и британский кёрлингист на колясках, игрок в боулз, баскетболист на колясках и пловец, участник и призёр семи летних и зимних Паралимпийских игр.
В 1947 году переболел полиомиелитом и стал инвалидом.
Как пловец впервые участвовал в Паралимпийских играх в 1972. Как игрок в боулз выиграл две бронзовые медали на летних Паралимпийских играх 1976. На этой же Паралимпиаде 1976 выступал и в соревнованиях по баскетболу на колясках, как и на следующих летних Паралимпийских играх 1980; был тренером баскетбольной команды Великобритании на двух Паралимпиадах в 1988 и 1992.
В 2001 начал заниматься кёрлингом на колясках. Участник сборной Великобритании на зимних Паралимпийских играх 2006 и 2010. Участник сборной Шотландии на нескольких чемпионатах мира, двукратный чемпион мира.

## Достижения
Кёрлинг на колясках:
- Зимние Паралимпийские игры: серебро (2006).
- Чемпионат мира по кёрлингу на колясках: золото (2004, 2005), бронза (2002, 2007).
- Чемпионат Шотландии по кёрлингу на колясках: золото (2003, 2009, 2010, 2011).[2]

Игра в боулз:
- Летние Паралимпийские игры: бронза (1976; 2 медали).

## Кёрлинг-команды
| Сезон   | Четвёртый      | Третий         | Второй         | Первый         | Запасной                                        | Турниры            |
| ------- | -------------- | -------------- | -------------- | -------------- | ----------------------------------------------- | ------------------ |
| 2001—02 | Фрэнк Даффи    | Алекс Харви    | Майкл Маккриди | Элейн Листер   | Джеймс Селлар тренер: Джейн Сандерсон           | ЧМК 2002           |
| 2002—03 | Алекс Харви    | Майкл Маккриди | Пол Уэбстер    | Дэвид Телфер   |                                                 | ЧШК 2003           |
| 2003—04 | Фрэнк Даффи    | Майкл Маккриди | Кен Диксон     | Эйнджи Мэлоун  | Джеймс Селлар тренер: Джейн Сандерсон           | ЧМК 2004           |
| 2004—05 | Фрэнк Даффи    | Майкл Маккриди | Том Киллин     | Эйнджи Мэлоун  | Кен Диксон тренер: Джейн Сандерсон              | ЧМК 2005           |
| 2005—06 | Фрэнк Даффи    | Майкл Маккриди | Том Киллин     | Эйнджи Мэлоун  | Кен Диксон тренер: Том Пендрей                  | ЗПИ 2006           |
| 2006—07 | Майкл Маккриди | Эйлин Нельсон  | Джеймс Селлар  | Эйнджи Мэлоун  | Джим Эллиотт тренер: Арчи Боджи                 | ЧМК 2007           |
| 2007—08 | Майкл Маккриди | Эйлин Нельсон  | Том Киллин     | Джеймс Селлар  | Розмари Лентон тренер: Том Пендрей              | ЧМК 2008 (7 место) |
| 2008—09 | Майкл Маккриди | Эйлин Нельсон  | Джим Эллиотт   | Джеральд Покок |                                                 | ЧШК 2009           |
| 2008—09 | Майкл Маккриди | Эйлин Нельсон  | Том Киллин     | Джеймс Селлар  | Розмари Лентон тренеры: Том Пендрей, Шейла Суон | ЧМК 2009 (5 место) |
| 2009—10 | Эйлин Нельсон  | Майкл Маккриди | Том Киллин     | Джеймс Селлар  | Эйнджи Мэлоун                                   | ЧШК 2010           |
| 2009—10 | Эйлин Нельсон  | Майкл Маккриди | Том Киллин     | Эйнджи Мэлоун  | Джеймс Селлар тренер: Том Пендрей               | ЗПИ 2010 (6 место) |
| 2010—11 | Эйлин Нельсон  | Том Киллин     | Иэн Дональдсон | Майкл Маккриди |                                                 | ЧШК 2011           |

(скипы выделены полужирным шрифтом)